# Гониометрия (медицина)

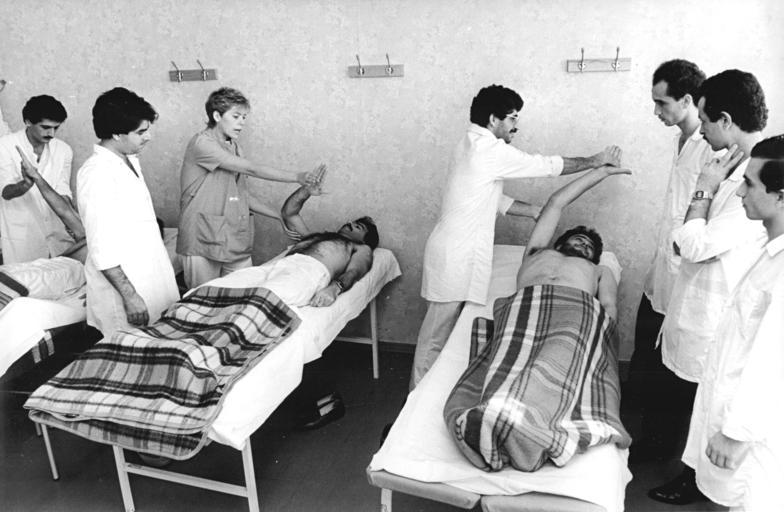
Будущие физиотерапевты из Сирии изучают подвижность суставов в медицинской школе в Нордхаузене, 1986

Гониоме́трия (динамическая соматоме́трия, угломе́трия) — раздел соматологии, измерение, описание и изучение подвижности суставов человека в зависимости от соматотипа, пола и возраста как в здоровом, так и в посттравматическом состоянии. Является инструментом выявления двигательных проблем и при проведении восстановительной физиотерапии. Термин происходит из сложения др.-греч. γωνία (угол) и μετρέω (измеряю).

## Сущность и применение
Измеряются углы между различными отделами конечностей человека или конечности и туловища с помощью специальных угломеров (гониометров), при этом различают замеры при активных и пассивных движениях. Также проверяется симметричность подвижности правых и левых конечностей. Результаты измерений сравниваются с нормальными для данного соматотипа, пола и возраста. При наличии отклонений (контрактура, иные проблемы) и в зависимости от их характера выбирается методика восстановительной физиотерапии.
Также данные гониометрии используются в компьютерном моделировании для достижения достоверных и натурально выглядящих движений компьютерных персонажей.